# Thranius gibbosus
Thranius gibbosus es una especie de escarabajo longicornio del género Thranius, tribu Thraniini, subfamilia Cerambycinae. Fue descrita científicamente por Pascoe en 1859.

## Descripción
Mide 12,5-22 milímetros de longitud.

## Distribución
Se distribuye por India y Sri Lanka.